# DC Super Hero Girls (série télévisée d'animation, 2019)
Pour les articles homonymes, voir DC Super Hero Girls (homonymie).
 (novembre 2020).
Si vous disposez d'ouvrages ou d'articles de référence ou si vous connaissez des sites web de qualité traitant du thème abordé ici, merci de compléter l'article en donnant les références utiles à sa vérifiabilité et en les liant à la section « Notes et références ».
DC Super Hero Girls est une série télévisée d'animation américaine développée par Lauren Faust, réadaptant la franchise et la série DC Super Hero Girls, produite par Warner Bros. Animation et diffusée entre le 8 mars 2019 et le 24 octobre 2021 sur Cartoon Network.

## Synopsis
La série suit la rencontre et les aventures de six jeunes filles au lycée de Metropolis : Barbara Gordon, Diana Prince, Zee Zatara, Jessica Cruz, Karen Beecher et Kara Danvers. Leur particularité ? Elles ont toutes une identité secrète et vont devoir composer avec pour devenir des super-héroïnes : Batgirl, Wonder Woman, Zatanna, Green Lantern, Bumble Bee et Supergirl.

## Distribution

### Voix originales

#### Personnages principaux
- Grey Griffin : Diana Prince/Wonder Woman
- Tara Strong : Barbara Gordon/Batgirl
- Nicole Sullivan : Kara Danvers/Supergirl
- Kari Wahlgren : Zee Zatara/Zatanna
- Myrna Velasco : Jessica Cruz/Green Lantern
- Kimberly Brooks : Karen Beecher/Bumblebee

#### Personnages récurrents
- Tara Strong : Harleen Quinzel/Harley Quinn, Barbara-Ann Minerva/Cheetah
- Grey Griffin : Lois Lane, Doris Zeul/Giganta
- Cristina Milizia : Pamela Lillian Isley/Poison Ivy
- Fred Tatasciore : Commissaire Gordon, M. Chapin
- John de Lancie : Victor Fries/Mr. Freeze
- Keith Ferguson : Shane O'Shaughnessy, Jeremiah Danvers (en)
- Cree Summer : Selina Kyle/Catwoman, Hippolyte
- Jessica McKenni : Garth Bernstein/Aqualad
- Jason Momoa : Hal Jordan/Green Lantern, Kilowog
- Phil LaMarr : Barry Allen/The Flash, Mr. Zatara (en), Jimmy Olsen
- Mallory Low : Leslie Willis/Livewire
- Will Friedle : Lex Luthor
- Cassandra Morris : Lena Luthor
- Kari Wahlgren : Carol Ferris (en)/Star Sapphire
- Kimberly Brooks : Eliza Danvers (en)
- Alexander Polinsky : Oswald Cobblepot/le Pingouin
- Max Mittelman : Clark Kent/Superman
- Eddie Perino : Oliver Queen/Green Arrow

### Voix françaises
- Barbara Beretta : Diana Prince / Wonder Woman
- Anouck Hautbois : Barbara Gordon / Batgirl
- Sarah Marot : Zee Zatara / Zatanna
- Claire Morin : Kara / Supergirl / Power Girl, Bizarro Supergirl
- Olivia Luccioni : Jessica « Jess » Cruz / Green Lantern
- Joséphine Ropion : Karen Beecher / Bumblebee
- Karine Foviau : Harleen Quinzel / Harley Quinn, Raven
- Chantal Baroin : Selina Kyle / Catwoman, Pamela Lillian Isley / Poison Ivy, Loïs Lane, Ursa, Martha Kent, Mme Luthor
- Camille Donda : Carol Ferris / Star Sapphire, Leslie Willis / Electra, Starfire
- Paul Borne : Commissaire Gordon, Kilowog, Carter Hall / Hawkman, Général Zod, Dexter / Dex-starr, Mr Chapin, Fuseli
- Laurent Morteau : Barry Allen / Flash, Shane O'Shaughnessy, Oliver Queen / Green Arrow, Nön, Jonathan Kent, Changelin
- Emmanuel Jacomy : Clark Kent / Superman
- Brigitte Virtudes : reine Hippolyte
- Bruno Meyere : Lex Luthor, Steve Trevor, Zatara, Bruce Wayne / Batman, Victor Stone / Cyborg
- Céline Melloul : Lena Luthor
- Virginie Ledieu : Doris Zeul / Giganta, Alura
- Fanny Bloc : Garth Bernstein / Aqualad, Barbara-Ann Minerva / Cheetah, Robin, Tatsu Yamashiro / Katana
- Aurélien Raynal : Hal Jordan / Green Lantern
- Véronique Desmadryl : Pamela Lillian Isley / Poison Ivy (#HashtagKézako)
- Jean-François Kopf : Alfred, Slade Wilson / Deathstroke
- Gilbert Lévy : Le Pingouin
- Cédric Dumond : Mortimer Drake / Cavalier
- Jessie Lambotte : Rose Wilson / Ravager, Casey Krinsky

- Direction artistique : Virginie Ledieu
- Adaptation française : Anthony Panetto[1]
- Studio : Titra Film

## Listes des épisodes

### Court-métrage (cinéma)
- #TheLateBatsby

Ce court-métrage est sorti avec le film Teen Titans Go! Le Film.

### Webisodes (2019-2020)
52 épisodes de 3 minutes sont mis en ligne chaque semaine sur la chaîne YouTube de la série.
| Épisode | Titre français                | Titre original          | Diffusion US                | Diffusion FR      |
| ------- | ----------------------------- | ----------------------- | --------------------------- | ----------------- |
| 1       | #SuperDormeuse                | #SuperSleeper           | 17 janvier 2019             | 13 septembre 2019 |
| 2       | #L'AttaqueDeLaChauve-Souris   | #BatCatcher             | 24 janvier 2019             | 20 septembre 2019 |
| 3       | #HammyLeHamster               | #HamsterConQueso        | 31 janvier 2019             | 27 septembre 2019 |
| 4       | #HashtagKézako                | #HashtagFrownyFace      | 7 février 2019              | 4 octobre 2019    |
| 5       | #SuperStylée                  | #StreetStyle            | 14 février 2019             | 11 octobre 2019   |
| 6       | #SorsDeCeCorps                | #BatAndSwitch           | 21 février 2019             | 18 octobre 2019   |
| 7       | #DurDurDÊtreBumbleBee         | #PlightOfTheBumblebee   | 28 février 2019             | 25 octobre 2019   |
| 8       | #DesGadgetsQuiEnJettent       | #FaultyPowers           | 7 mars 2019                 | 1er novembre 2019 |
| 9       | #UnBrinDeMénage               | #PackBat                | 14 mars 2019                | 8 novembre 2019   |
| 10      | #SuperSurveillante            | #Buzzkill               | 21 mars 2019                | 15 novembre 2019  |
| 11      | #PoissonD'anniversaire        | #GoFish                 | 28 mars 2019                | 22 novembre 2019  |
| 12      | #AuxPetitsSoins               | #KaraCare               | 4 avril 2019                | 29 novembre 2019  |
| 13      | #ÀTouteAllure                 | #SpeedyDelivery         | 11 avril 2019               | 6 décembre 2019   |
| 14      | #BatailleDeNourriture         | #TacoTuesday            | 18 avril 2019               | 3 janvier 2020    |
| 15      | #SilenceÇaTourne              | #SilverScream           | 25 avril 2019               | 7 février 2020    |
| 16      | #LeGrosLot                    | #PrizeFighter           | 2 mai 2019                  | 17 janvier 2020   |
| 17      | #QuandLaMusiqueEstForte       | #HardRock               | 9 mai 2019                  | 20 décembre 2019  |
| 18      | #SeFaireReFaireLePortrait     | #PictureDaze            | 16 mai 2019                 | 13 mars 2020      |
| 19      | #CestPasDeLaTarte             | #LetThemEatPie          | 23 mai 2019                 | 14 février 2020   |
| 20      | #YAPasDeSushi                 | #WasabiWar              | 30 mai 2019                 | 28 février 2020   |
| 21      | #LeChocDesColocs              | #RemoteUncontrolled     | 6 juin 2019                 | 27 mars 2020      |
| 22      | #ViréeEnVoiture               | #TheSlowAndTheFurious   | 13 juin 2019                | 10 avril 2020     |
| 23      | #LaBonneLaBruteEtLaTruande    | #BigScreenBully         | 20 juin 2019                | 24 avril 2020     |
| 24      | #MonCoéquipierEstUnBoulet     | #EqualTights            | 27 juin 2019                | 5 juin 2020       |
| 25      | #CréaTif                      | #DyeHarder              | 4 juillet 2019              | 19 juin 2020      |
| 26      | #LeLassoDeLaVérité            | #LostAndFound           | 11 juillet 2019             | 3 juillet 2020    |
| 27      | #L'HéroïneQuiFaitTache        | #StainedFighter         | 18 juillet 2019             | 17 juillet 2020   |
| 28      | #CruzEnCroisade               | #CruzControl            | 25 juillet 2019             | 8 mai 2020        |
| 29      | #L'HéroïneQuiSurgitDansLaNuit | #BabsGirl               | 1er août 2019               | 31 juillet 2020   |
| 30      | #L'AfficheQuiTue              | #AdBlockers             | 8 août 2019                 | 14 août 2020      |
| 31      | #IntelligenceArtificielle     | #ArtificialIntelligence | 15 août 2019 9 octobre 2020 |                   |
| 32      | #ProblèmeDAsteroïdes          | #AsteroidBelter         | 22 août 2019                | 18 décembre 2020  |
| 33      | #CombatDeMorfales             | #CandyCrushed           | 29 août 2019                | 25 septembre 2020 |
| 34      | #ConcoursDeMocheté            | #VanityInsanity         | 5 septembre 2019            |                   |
| 35      | #SouriezVousÊtesRatés         | #PhotoOops              | 12 septembre 2019           |                   |
| 36      | #LaFinDesHaricots             | #Vegecide               | 19 septembre 2019           |                   |
| 37      | #LeDevoirM'Appelle            | #StressTest             | 26 septembre 2019           | 22 mai 2020       |
| 38      | #Retenue                      | #Booked                 | 3 octobre 2019              | 6 novembre 2020   |
| 39      | #DuelDeComics                 | #ComicGone              | 17 octobre 2019             |                   |
| 40      | #CoupD'EpéeDansL'Eau          | #SoulTaken              | 31 octobre 2019             |                   |
| 41      | #LaMagieNePrendPas            | #ToughCrowd             | 14 novembre 2019            |                   |
| 42      | #OpérationEscargot            | #BoothBoot              | 28 novembre 2019            |                   |
| 43      | #FarceEtCanap'                | #SofaSoGood             | 3 décembre 2019             |                   |
| 44      | #SeuleContreToutes            | #TheBeeStandsAlone      | 3 décembre 2019             |                   |
| 45      | #BurritoVégétarien            | #VeggieBurritoBucket    | 3 décembre 2019             |                   |
| 46      | #UnCoupDansLeNez              | #SuckerPunch            | 9 janvier 2020              | 4 décembre 2020   |
| 47      | #LeDuelEstDansLeSac           | #PurseScratcher         | 24 janvier 2020             |                   |
| 48      | #LoïsEstSurLeCoup             | #StarStruck             | 6 février 2020              |                   |
| 49      | #EnArrièreToutes              | #FlashForwardFlashback  | 20 février 2020             |                   |
| 50      | #QuiCasseUnOeuf               | #ShellShock             | 5 mars 2020                 |                   |
| 51      | #LeTrajet                     | #TheCommute             | 19 mars 2020                |                   |
| 52      | #Abracatchoum                 | #AbraKachoo             |                             |                   |

### Saison 1 (2019 - 2020)
La diffusion française des 52 épisodes a débuté le 6 novembre 2019 sur France 4, le 11 janvier 2020 sur Cartoon Network (France) et 24 novembre 2024 sur TF1.
| Épisode | Titre français                  | Titre original                   | Diffusion US      | Diffusion FR     |
| ------- | ------------------------------- | -------------------------------- | ----------------- | ---------------- |
| 1       | #SweetJustice, 1re partie       | #SweetJustice                    | 8 mars 2019       | 6 novembre 2019  |
| 2       | #SweetJustice, 2e partie        | #SweetJustice                    | 8 mars 2019       | 6 novembre 2019  |
| 3       | #SweetJustice, 3e partie        | #SweetJustice                    | 8 mars 2019       | 6 novembre 2019  |
| 4       | #SweetJustice, 4e partie        | #SweetJustice                    | 8 mars 2019       | 6 novembre 2019  |
| 5       | #L'AttaqueDesLapinsMignons      | #AdventuresInBunnysitting        | 17 mars 2019      | 13 novembre 2019 |
| 6       | #AmourJeTeHais                  | #HateTriangle                    | 24 mars 2019      | 20 novembre 2019 |
| 7       | #LaChicaBurrita                 | #BurritoBucket                   | 31 mars 2019      | 18 décembre 2019 |
| 8       | #FaceÀFaceAvecCheetah           | #MeetTheCheetah                  | 7 avril 2019      | 13 novembre 2019 |
| 9       | #QuandOnS'YFrotteOnS'Ypique     | #Beeline                         | 12 mai 2019       | 18 décembre 2019 |
| 10      | #SuperQui?                      | #SuperWho?                       | 19 mai 2019       | 20 novembre 2019 |
| 11      | #ElektraPèteLesPlombs           | #ShockItToMe                     | 26 mai 2019       | 20 novembre 2019 |
| 12      | #PetiteMaisCostaude             | #SheMightBeGiant                 | 2 juin 2019       | 13 novembre 2019 |
| 13      | #LeChatVoleur                   | #FightAtTheMuseum                | 9 juin 2019       | 27 novembre 2019 |
| 14      | #L'AppelDuHéros                 | #FromBatToWorse                  | 29 juillet 2019   | 27 novembre 2019 |
| 15      | #WonderWomanPerdLaTête          | #CrushingIt                      | 29 juillet 2019   | 27 novembre 2019 |
| 16      | #PourQueViveLaNature            | #MisgivingTree                   | 30 juillet 2019   | 11 décembre 2019 |
| 17      | #LaMagicienneEnColère           | #IllusionsOfGrandeur             | 31 juillet 2019   | 4 décembre 2019  |
| 18      | #ConcoursCanin                  | #BeastsInShow                    | 1er août 2019     | 8 janvier 2020   |
| 19      | #Retrouvailles                  | #GothamCon                       | 2 août 2019       | 11 décembre 2019 |
| 20      | #LesDCSuperHeroBoys, 1er partie | #DCSuperHeroBoys                 | 7 septembre 2019  | 11 janvier 2020  |
| 21      | #LesDCSuperHeroBoys, 2e partie  | #DCSuperHeroBoys                 | 7 septembre 2019  | 11 janvier 2020  |
| 22      | #AmieOuEnnemie ? 1er partie     | #Frenemies                       | 11 octobre 2019   | 11 décembre 2019 |
| 23      | #AmieOuEnnemie ? 2e partie      | #Frenemies                       | 11 octobre 2019   | 11 décembre 2019 |
| 24      | #Soeursd'âme, 1er partie        | #SoulSisters                     | 25 octobre 2019   | 25 décembre 2019 |
| 25      | #Soeursd'âme, 2e partie         | #SoulSisters                     | 25 octobre 2019   | 25 décembre 2019 |
| 26      | #Abracadabrapalooza             | #Abracadabrapalooza              | 30 novembre 2019  | 11 janvier 2020  |
| 27      | #ChatEnragé                     | #RageCat                         | 30 novembre 2019  | 8 janvier 2020   |
| 28      | #SupergirlEtBizarro             | #TheGoodTheBadAndTheBizarre      | 16 décembre 2019  | 2020             |
| 29      | #EffetPapillon                  | #BackinaInAFlash                 | 17 décembre 2019  | 2020             |
| 30      | #PowerGirl                      | #PowerSurge                      | 18 décembre 2019  | 2020             |
| 31      | #OmeletteRatée                  | #ScrambledEggs                   | 19 décembre 2019  | 2020             |
| 32      | #CoupDeThéâtre                  | #DramaQueen                      | 20 décembre 2019  | 2020             |
| 33-34   | #LeCasseDuSiècle                | #AllyCat                         | 8 mars 2020       | 2020             |
| 35      | #WeekendEnNature                | #Retreat                         | 15 mars 2020      | 2020             |
| 36      | #DevineQuiVientDîner            | #DinnerForFive                   | 22 mars 2020      | 2020             |
| 37      | #LeCauchemar                    | #LivingTheNightmare              | 29 mars 2020      | 2020             |
| 38      | #DevenirZeeALaPlaceDeZee        | #AllAboutZee                     | 5 avril 2020      | 2020             |
| 39      | #LesJeunesTitans                | #TweenTitans                     | 12 avril 2020     | 2020             |
| 40      | #LePingouin                     | #EmperorPinguin                  | 19 avril 2020     | 2020             |
| 41      | #LeScoop                        | #BreakingNews                    | 26 avril 2020     | 2020             |
| 42      | #WonderWomanPasseLePermis       | #CrashCourse                     | 3 mai 2020        | 2020             |
| 43-44   | #LaLigueDesOmbres               | #LeagueOfShadows                 | 22 août 2020      | 2020             |
| 45      | #UnNouveauChezMoi               | #HousePest                       | 20 septembre 2020 | 2020             |
| 46      | #SaintValentinSousTension       | #ItsComplicated                  | 20 septembre 2020 | 2020             |
| 47      | #L'AbeilleEtL'Oiseau            | #TheBirdAndTheBee                | 27 septembre 2020 | 2020             |
| 48      | #SteveLeGriffon                 | #FantasticBeastsAndHowToMindThem | 27 septembre 2020 | 2020             |
| 49      | #ChasseAuFantôme                | #SchoolGhoul                     | 4 octobre 2020    | 2020             |
| 50      | #TanteAntiope                   | #AwesomeAuntantiope              | 19 décembre 2020  | 2020             |
| 51-52   | #PrincessesEtDragon             | #TheFreshPrincessOfRenFaire      | 27 décembre 2020  | 2020             |

### Saison 2 (2021)
La diffusion a débuté le 13 novembre 2021 sur France 4.
| Épisode | Titre français                | Titre original                     | Diffusion US    | Diffusion FR     |
| ------- | ----------------------------- | ---------------------------------- | --------------- | ---------------- |
| 1-2     | Je suis Batgirl               | #AmBatgirl                         | 6 juin 2021     | 13 novembre 2021 |
| 3       | Double Kara                   | #DoubleDanvers                     | 13 juin 2021    | 13 novembre 2021 |
| 4       | Garth a la classe             | #AccordingToGarth                  | 13 juin 2021    | 20 novembre 2021 |
| 5       | La voiture de la discorde     | #SuperWonderBatBeeZeeLanternMobile | 27 juin 2021    | 20 novembre 2021 |
| 6       | Le chant de la sirène         | #SirensConch                       | 27 juin 2021    | 20 novembre 2021 |
| 7       | Supergirl en pétard           | #AngerManagement                   | 4 juillet 2021  | 20 novembre 2021 |
| 8       | Joyeux anniversaire Zee       | #HappyBirthdayZee                  | 4 juillet 2021  | 27 novembre 2021 |
| 9       | Conseil de discipline         | #TheGreenRoom                      | 11 juillet 2021 | 27 novembre 2021 |
| 10      | La petite abeille qui pique   | #EnterNightSting                   | 11 juillet 2021 | 27 novembre 2021 |
| 11      | Les meilleures ennemies       | #WorldsFinest                      | 18 juillet 2021 | 4 décembre 2021  |
| 12      | Travailler dur                | #WorkingStiff                      | 18 juillet 2021 | 4 décembre 2021  |
| 13      | Des dizaines de Zee           | #MultipliciZee                     | 25 juillet 2021 | 4 décembre 2021  |
| 14      | Le minus                      | #TheMinus                          | 25 juillet 2021 | 11 décembre 2021 |
| 15      | Sans pouvoir                  | #Powerless                         | 1er août 2021   | 11 décembre 2021 |
| 16      | Le remplaçant                 | #AcceptNoSubstitute                | 1er août 2021   |                  |
| 17      | Un lourd secret               | #TheWarriorAndTheJester            | 8 août 2021     |                  |
| 18      | Une mère exigeante            | #MotherKnowsBest                   | 8 août 2021     |                  |
| 19      | Le club des 5 collés          | #DetentionClub                     | 3 octobre 2021  |                  |
| 20      | Petites victoires             | #SmallVictories                    | 3 octobre 2021  |                  |
| 21      | Comptez sur Cruz              | #CruzControl                       | 10 octobre 2021 |                  |
| 22      | Blue Beetle                   | #WhySoBlue                         | 10 octobre 2021 |                  |
| 23      | Une soirée enchanteresse      | #OneEnchantedEvening               | 17 octobre 2021 |                  |
| 24      | Quand Aquaman arrive en ville | #TheAquamanCometh                  | 17 octobre 2021 |                  |
| 25-26   | Cauchemar à Gotham            | #NightmareInGotham                 | 24 octobre 2021 |                  |

## Production
En raison du succès de la série Web du même nom, une version télévisée de la série a été annoncée en mai 2017. Faust, qui avait mis au point le court métrage culte, Super Best Friends Forever, en est la productrice exécutive. Grey Griffin, Tara Strong et Nicole Sullivan reprennent chacune leur rôle dans Super Best Friends Forever. Un an plus tard, une affiche montrant un premier aperçu de l'apparence des personnages principaux a été publiée.

## Produits dérivés

### Romans graphiques
Une série de romans graphiques reprenant le character design de la série télévisée sort à partir d'octobre 2019 chez DC Comics.
| Titre              | ISBN                  | Date de sortie  |
| ------------------ | --------------------- | --------------- |
| At Metropolis High | (ISBN 978-1401289706) | 15 octobre 2019 |
| Powerless          | (ISBN 978-1401293611) | 17 mars 2020    |

### Jeux vidéo
- DC Super Hero Girls Blitz, un party game avec des mini jeux sorti en 2019.
- DC Super Hero Girls: Teen Power, un jeu vidéo d'action, de combat et d'aventure sur Nintendo Switch avec l'éditeur TOYBOX Inc. est sortie le 4 juin 2021.

## Diffusions internationales
| Pays            | Chaîne                                   | Date de diffusion | Date de diffusion |
| Pays            | Chaîne                                   | Saison 1          | Saison 2          |
| --------------- | ---------------------------------------- | ----------------- | ----------------- |
| États-Unis      | Cartoon Network                          | 8 mars 2019       | 6 juin 2021       |
| Amérique latine | Cartoon Network (Amérique latine)        | 23 mai 2019       |                   |
| Brésil          | Cartoon Network (Brésil)                 | 23 mai 2019       |                   |
| Royaume-Uni     | Cartoon Network (Royaume-Uni et Irlande) | 6 juillet 2019    |                   |
| Italie          | Cartoon Network (Italie)                 | 13 septembre 2019 |                   |
| Allemagne       | Cartoon Network (Allemagne)              | 28 septembre 2019 |                   |
| Espagne         | Boing (Espagne)                          | 9 novembre 2019   |                   |
| France          | France 4                                 | 6 novembre 2019   | 13 novembre 2021  |
| France          | Cartoon Network (France)                 | 11 janvier 2020   |                   |
| Québec          | Télétoon                                 | 9 février 2020    |                   |